# 国道170号

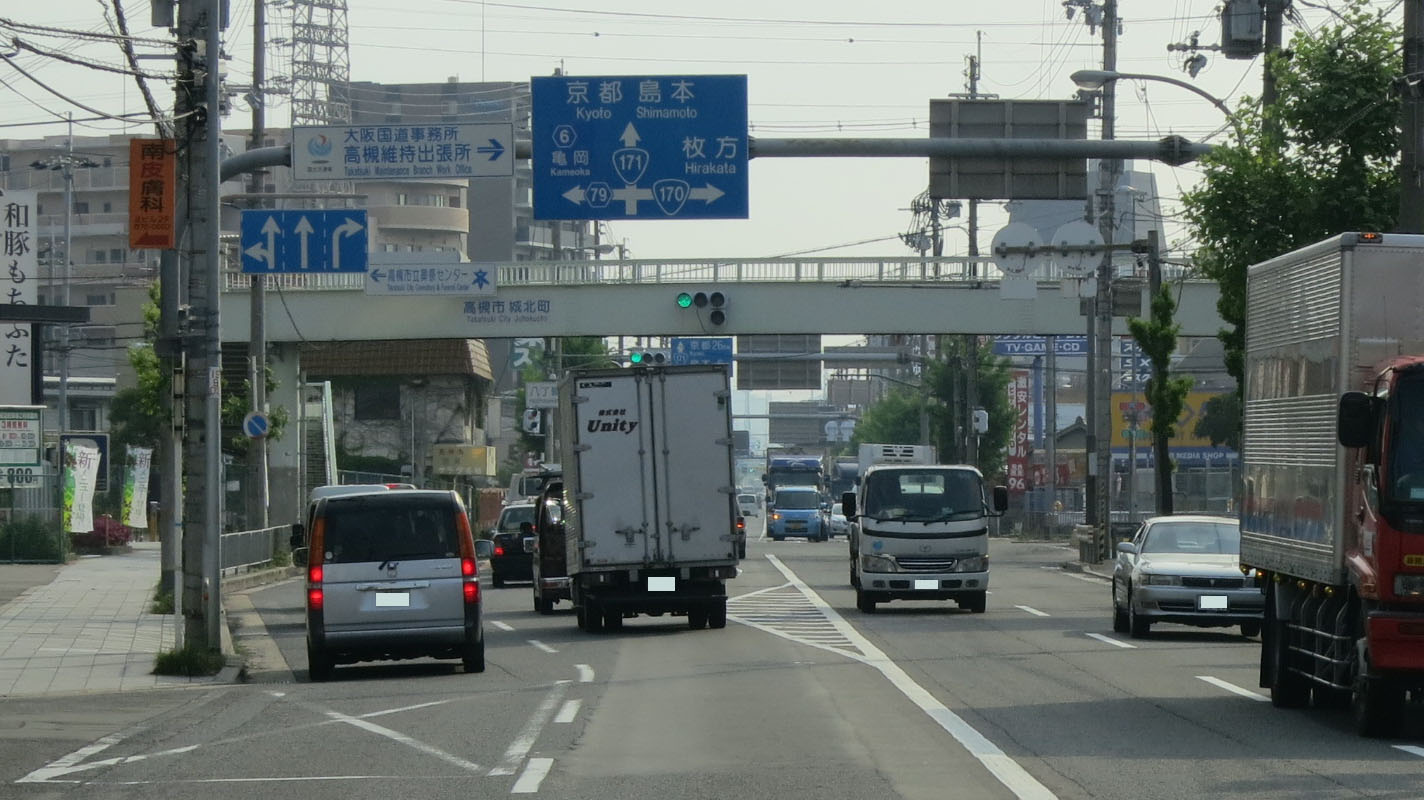
国道170号 起点
大阪府高槻市 八丁畷交差点

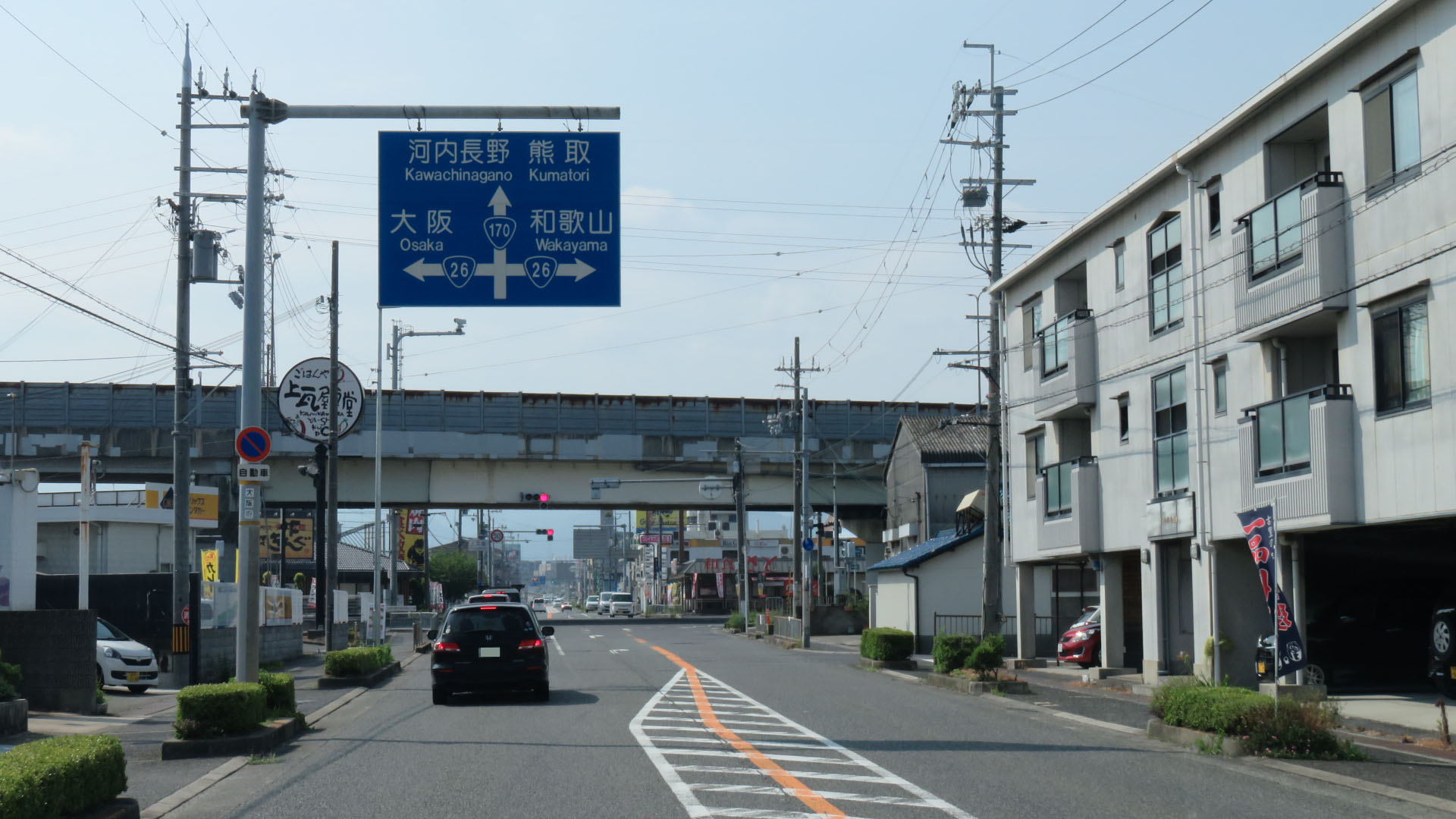
国道170号 終点
大阪府泉佐野市 上瓦屋交差点

国道170号（こくどう170ごう）は、大阪府高槻市から泉佐野市に至る一般国道である。バイパス部は大阪外環状線を構成する一部である。

## 概要
大阪府内で完結する一般国道の路線で、北東部三島地域に位置する高槻市松原町の国道171号分岐（八丁畷交差点）から南へ、生駒山地の西麓から和泉山脈の北麓にかけて大阪平野の外縁沿いを周回して、大阪湾に面する南西部泉南地域に位置する泉佐野市上瓦屋の国道26号〈第二阪和国道〉交点（上瓦屋交差点）とを結ぶ。主な通過地は、枚方市北中振、寝屋川市、四條畷市、大東市、東大阪市西石切町、八尾市志紀町南、柏原市、藤井寺市、羽曳野市、富田林市、河内長野市、和泉市仏並町、岸和田市内畑町・土生滝町・河合町、貝塚市、泉南郡熊取町である。
大阪府を代表する半環状の幹線道路でもあり、新道（バイパス）は大阪外環状線の一部を構成する。起点がある高槻市で淀川を枚方大橋で越える前後区間と、終点がある泉佐野市のJR西日本熊取駅付近を除いた大部分は新旧2本の道路が並行しており、いずれも国道指定されている。国道の新道が開通すれば、旧道は国道の指定を外されることが多い日本の国道のなかでも、その旧道が国道指定をいまだ解かれていない珍しい路線でもある。
国道170号旧道は住宅地を抜けてゆく沿線住民の生活道路であることから都市型の「酷道」といわれており、東大阪市の近鉄奈良線瓢箪山駅付近でアーケード商店街となっていることでも知られている。
高槻市内沿線地域は、大阪府の景観形成地域に含まれる。

### 路線データ
一般国道の路線を指定する政令に基づく起終点および重要な経過地は次のとおり。
- 起点：高槻市（八丁畷交差点 = 国道171号交点）
- 終点：泉佐野市（上瓦屋交差点 = 国道26号交点）
- 重要な経過地：枚方市、寝屋川市、四條畷市、大東市、東大阪市、八尾市、柏原市、藤井寺市、羽曳野市、富田林市、河内長野市、和泉市、岸和田市（内畑町）、貝塚市（木積）
- 総延長：142.3 km（重用延長を含む。）[3][注釈 3]
- 重用延長：1.6 km[3][注釈 3]
- 未供用延長 : なし[3][注釈 3]
- 実延長：140.7 km[3][注釈 3]
  - 現道：76.2 km[3][注釈 3]
  - 旧道：45.8 km[3][注釈 3]
  - 新道：18.7 km[3][注釈 3]
- 指定区間：国道1号、国道163号、国道25号・国道165号と重複する区間[4]

## 歴史
現行の道路法（昭和27年法律第180号）に基づく二級国道として初回指定された1953年（昭和28年）では、和歌山松阪線（和歌山市 - 松阪市）として指定されていた。1958年（昭和33年）に一級国道42号への昇格に伴って欠番となり、1963年（昭和38年）新たに指定された高槻橋本線（高槻市 - 橋本市）に採番された。このため、二度目に指定された当時の国道170号は東高野街道をたどる都市計画道路高槻橋本線として整備が始まった。しかし、大阪外環状線は泉佐野市沖に建設が決定した関西国際空港へのアクセス路線として泉佐野方面に延伸されることとなり、旧道の河内長野市から橋本市の区間は国道371号を北伸させることで引き継いでいる。古い案内標識の行き先が「泉佐野」ではなく「橋本」となっているのは、このような経緯があったためである。
1970年（昭和45年）の日本万国博覧会（大阪万博）にあわせて、地元で「外環」とよばれる大阪外環状線の一部を構成するバイパス道路が整備された。

### 年表
- 1963年（昭和38年）4月1日 - 二級国道170号高槻橋本線（高槻市 - 橋本市）として指定施行[8]。
- 1965年（昭和40年）4月1日 - 道路法改正により一級・二級区分が廃止されて一般国道170号として指定施行[2]。
- 1982年（昭和57年）4月1日 - 終点を橋本市から泉佐野市へ変更し、一般国道170号（高槻市 - 泉佐野市）として指定施行[9]。

## 路線状況

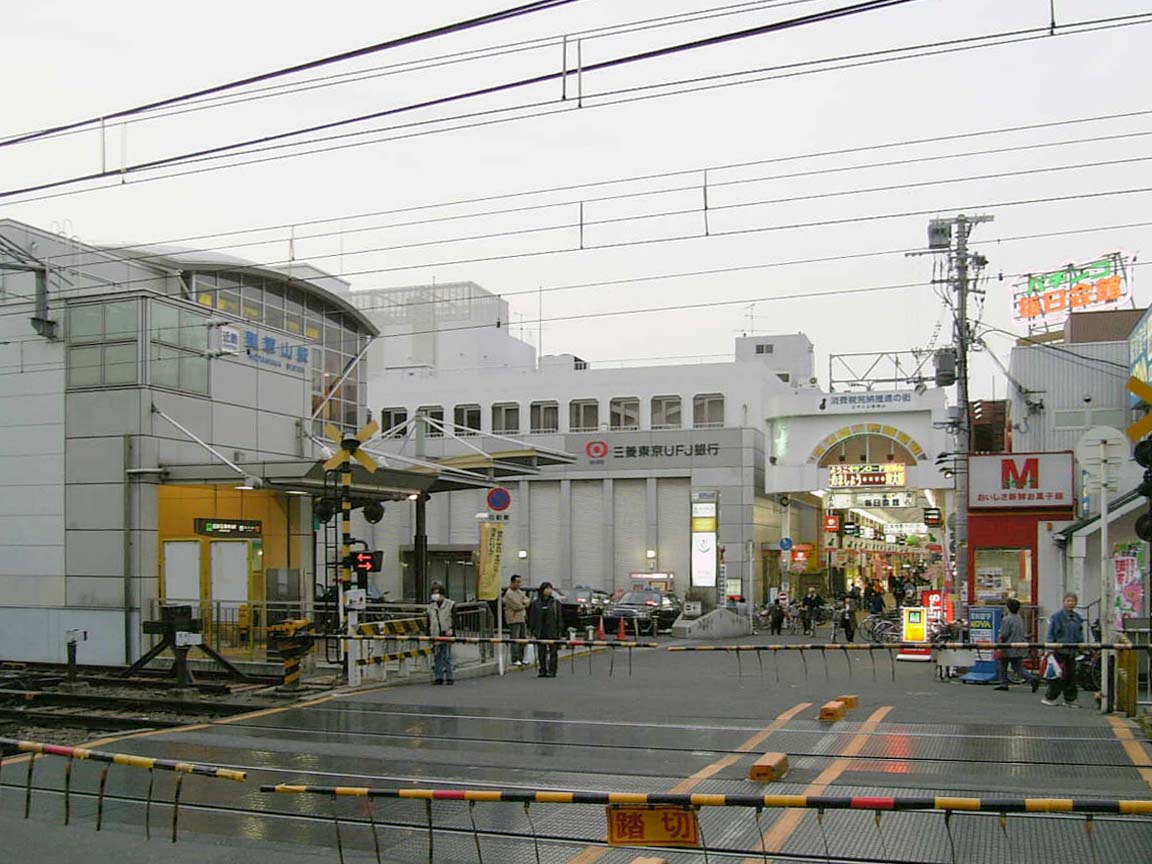
近鉄奈良線瓢箪山駅前（写真の奥アーケード側－手前方向が国道170号。手前の後ろ側もアーケードになっている。）

東大阪市内の近鉄奈良線 瓢箪山駅付近には、日本で長崎県長崎市の国道324号とここの2ヵ所しかない国道中の商店街・アーケードがある。また、羽曳野市内・富田林市内区間等では、毎年8月1日、沿線のPL教団本庁において祭典（教祖祭PL花火芸術）が執り行われ、多数の見物客が付近一帯に押し寄せるため、国道170号（大阪外環状線）を含む付近一帯が通行止となる。

### 新道
新道（大阪外環状線）は、基本的に片側2車線（両側4車線）となっており、沿道自治体内における幹線道路として機能している。羽曳野市応神陵前交点以北は整備・供用時期が大阪万国博覧会開幕（1970年3月14日）に合わせて行われたため、現状としては飽和状態にあり、各所で慢性的な渋滞が起きている。また、右折レーンのない交差点が多く、さらにボトルネックとなっている。近年では中央分離帯を除去し、1車線あたりの幅を削って右折レーンを確保する工事や、主要交差点では付近を拡張し、さらに車線を増やす工事も行われた。なお、寝屋川市高宮町から富田林市寿町間の地下には淀川を水源とする大阪広域水道企業団の水道管幹線が埋設されている。
河内長野市小山田町から和泉市南面利（なめり）町は関西国際空港の開港に先がけて、平成になってから供用開始を行ったものであり、暫定2車線での供用となっている。ごく一部の区間を除き拡張用地は確保済みであり、4車線化が進行中である。また、旧京阪国道重複区間も一部が片側1車線となっている。

### 旧道

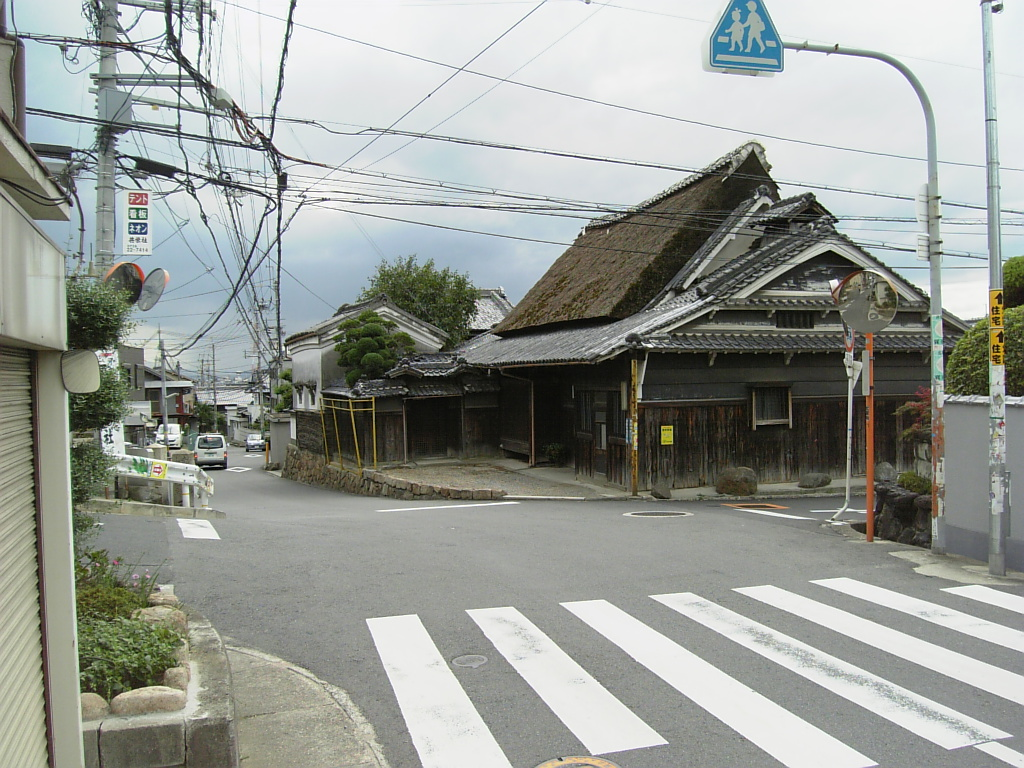
国道170号旧道
東高野街道、八尾市

大阪外環状線が一大幹線道路として整備されている一方、旧道は車1台が辛うじて通れる程度しかない狭路の区間が所々ある。寝屋川 - 東大阪間と富田林 - 和泉間の旧道区間は、密集した住宅街のなかを抜けてゆく。河内長野市より南（西）の区間は道幅の狭さゆえに概ね交通量も少ない。反対に、東大阪市から四條畷市の区間は路線バスや乗用車が多く、慢性的な渋滞が発生している。
国道170号旧道については、国道170号新道（大阪外環状線）が供用され数年が経過した後も国道指定を保持し、通例となっている府・市町村移管による路線変更は行われていない。大阪府道路環境課は2014年の見解で、道路標示の更改・道路台帳の修正等が煩雑になることに加えて「国道」としてすでに定着していることから、指定変更の予定がないことを示した。
大東市から東大阪市に入り南へ4 km進んだところの瓢箪山駅付近には、アーケード商店街である「サンロード瓢箪山商店街」、さらに南には「ジンジャモール瓢箪山商店街」があり、国道標識は設置されていないが国道170号に指定された道路である。アーケード区間延長は約350メートルで、日中は人通りで混雑しているところであり、午前7時から午後8時まで自動車通行止め規制となっている。

### 通称
- 大阪外環状線 （新道、略称：ソトカン、ガイカン）
- 旧ソト、旧ソトカン （旧道のソトカンに併走する区間の一般的な呼称）
- 河内街道 （旧道、香里南口交差点 - 西中野交差点）
- 東高野街道 （旧道、東中野交差点 - 河内長野駅前）
- 大津街道または河泉街道 （旧道、河内長野駅前 - 国分峠交差点）
- 父鬼街道 （旧道、国分峠交差点 - 大野町交差点）
- イナレイ、イナマルあるいはイナゼロ

### 道の駅
- いずみ山愛の里 （和泉市）
- 愛彩ランド （岸和田市）
- 奥河内くろまろの郷（河内長野市）

### 車線・最高速度
バイパス（大阪外環状線）
| 区間                                  | 車線 上下線=上り線+下り線 | 最高速度 |
| ------------------------------------- | ------------------------- | -------- |
| 八丁畷交差点 - 伊加賀緑町南交差点     | 4=2+2                     | 50 km/h  |
| 伊加賀緑町南交差点 - 中振交差点       | 3=2+1                     | 40 km/h  |
| 中振交差点 - 出口交差点               | 8=4+4                     | 50 km/h  |
| 出口交差点 - 安全橋交差点             | 4=2+2                     | 50 km/h  |
| 安全橋交差点 - 秦北口交差点           | 6=3+3                     | 50 km/h  |
| 秦北口交差点 - 新大井橋南詰交差点     | 4=2+2                     | 50 km/h  |
| 新大井橋南詰交差点 - 河内長野市天野町 | 4=2+2                     | 60 km/h  |
| 河内長野市天野町 - 福瀬町東交差点     | 2=1+1                     | 50 km/h  |
| 福瀬町東交差点 - 三ツ松団地東交差点   | 4=2+2                     | 60 km/h  |
| 三ツ松団地東交差点 - 熊取町小垣内     | 4=2+2                     | 50 km/h  |
| 熊取町小垣内 - 上瓦屋交差点           | 2=1+1                     | 50 km/h  |

### 交通量

#### バイパス（大阪外環状線）
平日24時間交通量（台）（上下合計）
- 高槻市 - 河内長野市間の交通量は40,000台を超える地点がほとんどに対し、河内長野市 - 泉佐野市間は20,000台前後である。しかし、後者には暫定2車線区間存在するため、全線を通して混雑度は1を超える、もしくは1に近い地点が多い。

| 地点                | 平成17年度 （2005年度） | 平成22年度 （2010年度） | 平成27年度 （2015年度） | 備考         |
| ------------------- | ----------------------- | ----------------------- | ----------------------- | ------------ |
| 高槻市辻子3丁目     | 34,463                  | 33,633                  | 31,265                  |              |
| 枚方大橋            | 34,463                  | 49,031                  | 未計測                  |              |
| 枚方市伊加賀緑町    | 39,076                  | 34,992                  | 38,831                  |              |
| 枚方市南中振2丁目   | 46,301                  | 40,120                  | 37,696                  |              |
| 寝屋川市国松町      | 58,318                  | 48,765                  | 49,155                  | 旧道重複区間 |
| 寝屋川市豊野町      | 58,318                  | 47,071/49,315           | 未計測                  | 旧道重複区間 |
| 寝屋川市高宮栄町    | 43,410                  | 34,203                  | 33,693                  |              |
| 四条畷市砂          | 43,410                  | 6,683                   | 未計測                  |              |
| 大東市寺川3丁目     | 49,513                  | 46,430                  | 44,488                  |              |
| 東大阪市布市町4丁目 | 43,463                  | 45,002                  | 40,368                  |              |
| 八尾市千塚1丁目     | 49,350                  | 42,937                  | 61,858                  |              |
| 藤井寺市川北1丁目   | 41,360                  | 46,432                  | 37,433                  |              |
| 富田林市旭ケ丘町    | 48,765                  | 45,726                  | 44,311                  |              |
| 富田林市錦織        | 42,039                  | 42,569                  | 43,226                  |              |
| 河内長野市原町      | 40,061                  | 40,506                  | 39,033                  |              |
| 和泉市福瀬町        | 20,019                  | 22,625                  | 20,289                  |              |
| 和泉市岡町          | 20,019                  | 18,815                  | 未計測                  |              |
| 岸和田市北阪町      | 15,622                  | 19,305                  | 23,231                  |              |
| 熊取町紺屋          | 15,622                  | 23,550                  | 23,223                  |              |
| 熊取町大久保        | 21,284                  | 19,189                  | 22,194                  |              |

#### 旧道
平日24時間交通量（台）（上下合計）
| 地点                | 平成17年度 （2005年度） | 平成22年度 （2010年度） | 平成27年度 （2015年度） | 備考 |
| ------------------- | ----------------------- | ----------------------- | ----------------------- | ---- |
| 寝屋川市境橋町      | 21,357                  | 22,949                  | 18,391                  |      |
| 四條畷市砂          | 05,958                  | 04,959                  | 04,430                  |      |
| 大東市北条5丁目     | 12,225                  | 08,313                  | 07,169                  |      |
| 東大阪市日下町6丁目 | 14,475                  | 09,239                  | 08,129                  |      |
| 八尾市服部川5丁目   | 08,475                  | 09,203                  | 06,660                  |      |
| 藤井寺市北條町      | 08,814                  | 07,689                  | 07,747                  |      |
| 羽曳野市古市6丁目   | 13,500                  | 13,414                  | 11,757                  |      |
| 富田林市錦織        | 08,771                  | 09,072                  | 08,431                  |      |
| 河内長野市小山田町  | 03,926                  | 03,685                  | 03,278                  |      |
| 岸和田市神於町      | 03,401                  | 03,286                  | 02,901                  |      |
| 熊取町大久保東      | 03,401                  | 10,022                  | 12,349                  |      |

## 地理

### 通過する自治体
- 大阪府
  - 高槻市 - 枚方市 - 寝屋川市 - 四條畷市 - 大東市 - 東大阪市 - 八尾市 - 柏原市 - 藤井寺市 - 羽曳野市 - 富田林市 - 河内長野市 - 和泉市 - 岸和田市 - 貝塚市 - 泉南郡熊取町 - 泉佐野市

### 交差する道路
| 交差する道路                                                                      | 交差する場所             | 交差する場所             | 備考                                                              |                          |
| バイパス〈大阪外環状線〉                                                          | バイパス〈大阪外環状線〉 | バイパス〈大阪外環状線〉 | バイパス〈大阪外環状線〉                                          | バイパス〈大阪外環状線〉 |
| --------------------------------------------------------------------------------- | ------------------------ | ------------------------ | ----------------------------------------------------------------- | ------------------------ |
| 国道171号 京都府道・大阪府道79号伏見柳谷高槻線                                    | 高槻市                   | 八丁畷                   |                                                                   |                          |
| 大阪府道17号枚方高槻線                                                            | 高槻市                   | 城東町                   |                                                                   |                          |
| 大阪府道・京都府道14号大阪高槻京都線                                              | 高槻市                   | 辻子                     |                                                                   |                          |
| 京都府道・大阪府道13号京都守口線                                                  | 枚方市                   | 枚方大橋南詰             | ※ここから石津元町まで大阪府道13号京都守口線と重複。               |                          |
| 京都府道・大阪府道13号京都守口線(バイパス)                                        | 枚方市                   | 伊加賀緑町               |                                                                   |                          |
| 国道1号〈京阪国道〉                                                               | 枚方市                   | 出口3丁目 走谷2丁目      | ※ここから出口まで国道1号と重複。                                  |                          |
| 国道1号〈京阪国道〉                                                               | 枚方市                   | 出口                     |                                                                   |                          |
| 大阪府道13号京都守口線 大阪府道19号茨木寝屋川線                                   | 寝屋川市                 | 石津元町                 |                                                                   |                          |
| 大阪府道18号枚方交野寝屋川線                                                      | 寝屋川市                 | 豊野                     | ※ここから陸運事務所南まで大阪府道18号枚方交野寝屋川線と重複。     |                          |
| 大阪府道21号八尾枚方線                                                            | 寝屋川市                 | 秦八丁                   |                                                                   |                          |
| 大阪府道18号枚方交野寝屋川線                                                      | 寝屋川市                 | 陸運事務所南             |                                                                   |                          |
| 国道1号〈大阪北道路〉                                                             | 寝屋川市                 | 讃良川                   |                                                                   |                          |
| 国道163号                                                                         | 四條畷市                 | 蔀屋                     |                                                                   |                          |
| 大阪府道・奈良県道8号大阪生駒線                                                   | 大東市                   | 深野南                   |                                                                   |                          |
| 国道308号〈中央大通〉 阪神高速13号東大阪線水走出入口 第二阪奈有料道路西石切ランプ | 東大阪市                 | 被服団地前               |                                                                   |                          |
| 大阪府道24号大阪東大阪線                                                          | 東大阪市                 | 六万寺                   |                                                                   |                          |
| 大阪府道5号大阪港八尾線                                                           | 八尾市                   | 平田川                   |                                                                   |                          |
| 大阪府道15号八尾茨木線                                                            | 八尾市                   | 柏村                     |                                                                   |                          |
| 国道25号                                                                          | 八尾市                   | 志紀南                   |                                                                   |                          |
| 大阪府道・奈良県道12号堺大和高田線                                                | 藤井寺市                 | 沢田                     |                                                                   |                          |
| 大阪府道31号堺羽曳野線                                                            | 藤井寺市                 | 野中                     |                                                                   |                          |
| 大阪府道31号堺羽曳野線                                                            | 羽曳野市                 | 軽里北                   |                                                                   |                          |
| 大阪府道32号美原太子線 南阪奈道路羽曳野IC                                         | 羽曳野市                 | 羽曳野I.C前              |                                                                   |                          |
| 大阪府道32号美原太子線                                                            | 富田林市                 | 旭ヶ丘                   |                                                                   |                          |
| 大阪府道32号美原太子線                                                            | 富田林市                 | 粟ケ池大橋西             |                                                                   |                          |
| 大阪府道35号堺富田林線                                                            | 富田林市                 | 昭和町2丁目              |                                                                   |                          |
| 国道309号                                                                         | 富田林市                 | 新家                     |                                                                   |                          |
| 大阪府道38号富田林泉大津線                                                        | 富田林市                 | 須賀南                   |                                                                   |                          |
| 国道310号                                                                         | 河内長野市               | 原町北                   |                                                                   |                          |
| 国道371号（バイパス）                                                             | 河内長野市               | 上原町                   |                                                                   |                          |
| 大阪府道61号堺かつらぎ線                                                          | 和泉市                   | 福瀬町東                 | ※国道170号（旧道）との重複区間と交差。                            |                          |
| 国道480号                                                                         | 和泉市                   | 槙尾中学校南             | ※ここから大野町北まで国道480号と重複。                            |                          |
| 国道480号                                                                         | 和泉市                   | 大野町北                 |                                                                   |                          |
| 大阪府道40号岸和田牛滝山貝塚線                                                    | 岸和田市                 | 積川神社南               |                                                                   |                          |
| 大阪府道39号岸和田港塔原線                                                        | 岸和田市                 | 土生滝                   |                                                                   |                          |
| 大阪府道40号岸和田牛滝山貝塚線                                                    | 貝塚市                   | 善兵衛ランド前           |                                                                   |                          |
| 大阪府道30号大阪和泉泉南線                                                        | 泉佐野市                 | 山出                     |                                                                   |                          |
| 国道26号〈第二阪和国道〉 大阪府道20号枚方富田林泉佐野線                           | 泉佐野市                 | 上瓦屋                   |                                                                   |                          |
| 旧道                                                                              |                          |                          |                                                                   |                          |
| 国道170号〈大阪外環状線〉                                                         | 寝屋川市                 | 木屋南                   | ※バイパスとの分岐点。                                             |                          |
| 大阪府道21号八尾枚方線                                                            | 寝屋川市                 | 香里南口                 | ※ここから秦八丁まで大阪府道21号八尾枚方線と重複。                 |                          |
| 大阪府道18号枚方交野寝屋川線                                                      | 寝屋川市                 | 豊野                     |                                                                   |                          |
| 大阪府道21号八尾枚方線                                                            | 寝屋川市                 | 秦八丁                   |                                                                   |                          |
| 国道1号〈大阪北道路〉                                                             | 寝屋川市                 | 小路北                   |                                                                   |                          |
| 国道163号                                                                         | 四條畷市                 | 西中野                   | ※ここから東中野まで国道163号と重複。                              |                          |
| 国道163号                                                                         | 四條畷市                 | 東中野                   | ※ここから泉佐野市上瓦屋まで大阪府道20号枚方富田林泉佐野線と重複。 |                          |
| 大阪府道・奈良県道8号大阪生駒線〈阪奈道路〉                                       | 大東市                   | 寺川 中垣内              |                                                                   |                          |
| 国道308号〈中央大通〉                                                             | 東大阪市                 | 新石切駅前 東山          | ※ここから箱殿まで国道308号と重複。                                |                          |
| 国道308号                                                                         | 東大阪市                 | 箱殿                     |                                                                   |                          |
| 大阪府道24号大阪東大阪線                                                          | 東大阪市                 | 縄手中学校南             |                                                                   |                          |
| 大阪府道5号大阪港八尾線                                                           | 八尾市                   | 平田川東                 |                                                                   |                          |
| 大阪府道15号八尾茨木線                                                            | 八尾市                   | (恩智中町)               |                                                                   |                          |
| 国道25号                                                                          | 柏原市                   | 安堂                     | ※ここから柏原駅下りまで国道25号と重複。                           |                          |
| 国道25号                                                                          | 柏原市                   | 柏原駅下り               |                                                                   |                          |
| 大阪府道・奈良県道12号堺大和高田線                                                | 藤井寺市                 | 土師の里                 |                                                                   |                          |
| 大阪府道31号堺羽曳野線 国道166号                                                  | 羽曳野市                 | 白鳥                     |                                                                   |                          |
| 大阪府道32号美原太子線                                                            | 富田林市                 | 喜志                     |                                                                   |                          |
| 大阪府道32号美原太子線                                                            | 富田林市                 | 中野町3丁目              |                                                                   |                          |
| 大阪府道35号堺富田林線                                                            | 富田林市                 | 常盤町                   |                                                                   |                          |
| 国道309号                                                                         | 富田林市                 | 川西南                   |                                                                   |                          |
| 大阪府道38号富田林泉大津線                                                        | 富田林市                 | (錦織東)                 |                                                                   |                          |
| 国道310号                                                                         | 河内長野市               | 菊水町                   | ※ここから本町（七つ辻）まで国道310号と重複。                      |                          |
| 国道310号 国道371号（旧道）                                                       | 河内長野市               | 本町（七つ辻）           |                                                                   |                          |
| 国道371号（バイパス）                                                             | 河内長野市               | (上原町)                 |                                                                   |                          |
| 大阪府道・和歌山県道61号堺かつらぎ線                                              | 和泉市                   | 善正町                   | ※ここから横山小学校前まで大阪府道61号堺かつらぎ線と重複。         |                          |
| 大阪府道・和歌山県道61号堺かつらぎ線                                              | 和泉市                   | 横山小学校前             |                                                                   |                          |
| 国道480号                                                                         | 和泉市                   | 槙尾中学校前             | ※ここから槙尾中学校南まで国道480号と重複。                        |                          |
| 国道480号                                                                         | 和泉市                   | 槙尾中学校南             |                                                                   |                          |
| 国道480号                                                                         | 和泉市                   | 大野町                   |                                                                   |                          |
| 大阪府道40号岸和田牛滝山貝塚線                                                    | 岸和田市                 | 内畑町                   |                                                                   |                          |
| 大阪府道39号岸和田港塔原線                                                        | 岸和田市                 | 河合町                   |                                                                   |                          |
| 大阪府道40号岸和田牛滝山貝塚線                                                    | 貝塚市                   | 木積                     |                                                                   |                          |
| 大阪府道・和歌山県道62号泉佐野打田線                                              | 熊取町                   | 大久保町東               |                                                                   |                          |
| 国道170号〈大阪外環状線〉                                                         | 熊取町                   | 熊取                     | ※バイパスとの合流点。                                             |                          |

※ 交差する場所の括弧書きは地名、それ以外は交差点名で表示

### 新旧170号の交差点

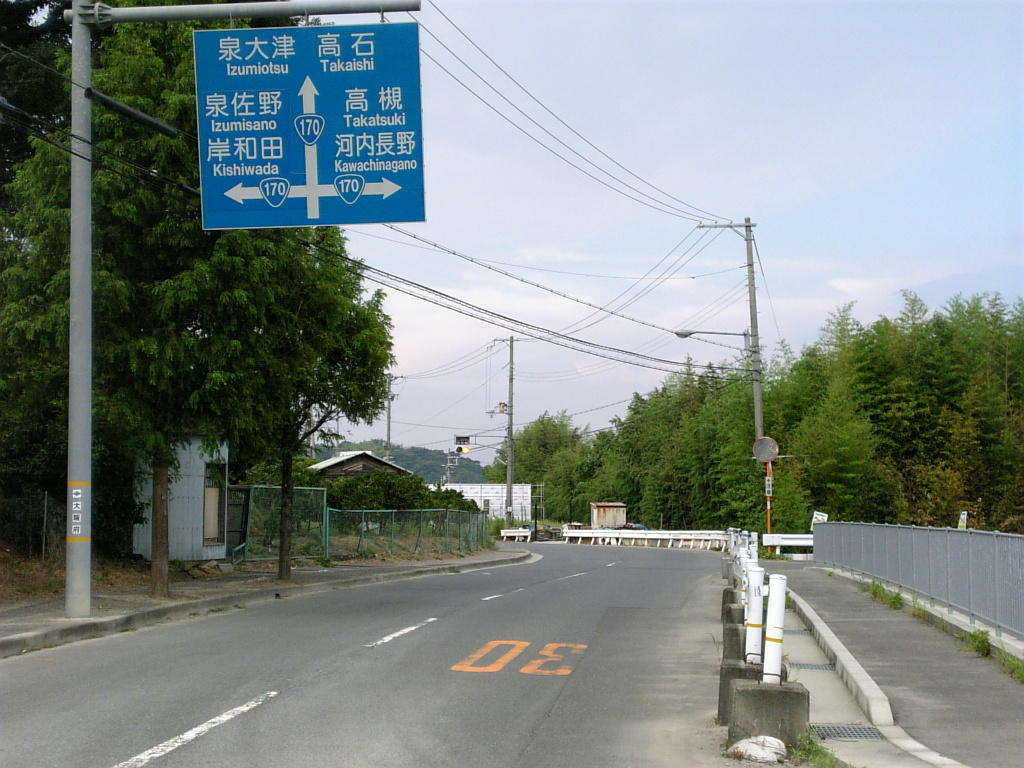
行き先表示方向すべてが国道170号（和泉市の槙尾中学校南交差点南側の旧道で。）

旧道が国道170号指定を解除されておらず、また旧道が国道170号新道と交差している地点が多数存在するため、これらの地点の前後には、全ての表示道が同一路線名（国道170号）となっている珍しい交通案内標識が何箇所もある。
- 木屋南交点（寝屋川市木屋町（こやちょう））
- 安全橋交点（寝屋川市幸町）（さいわいちょう）
- 秦北口交点（寝屋川市秦町（はだちょう））
- 応神陵前交点（羽曳野市誉田（こんだ）五丁目）
- 白鳥北交点（羽曳野市白鳥三丁目）
- 工業団地北交点（河内長野市上原町（うわはらちょう））
- 工業団地前交点（河内長野市上原町）
- 天野第3トンネル付近（和泉市南面利町（なめりちょう）：インターチェンジ状の立体交差）
- 福瀬町東交点（和泉市福瀬町（ふくぜちょう））
- 槇尾中学校南交点（和泉市仏並町（ぶつなみちょう））
- 阪和自動車道高架下付近（岸和田市内畑町）
- 奈良池前交点（岸和田市内畑町）
- 熊取交点（泉南郡熊取町紺屋二丁目）

### 沿線
- 高槻中学校・高等学校
- 大阪医科薬科大学
- チェリオコーポレーション本社
- 大阪公立大学工業高等専門学校
- 寝屋川警察署
- 寝屋川郵便局
- 国土交通省近畿運輸局大阪運輸支局
- 四條畷学園
- 深北緑地
- 大阪産業大学・大阪桐蔭中学校・高等学校
- 船井電機本社
- 大阪府立東大阪支援学校
- 枚岡警察署
- 東大阪大学柏原高等学校
- 国土交通省大和川河川事務所
- 藤井寺市立図書館
- 大阪南消防組合(大阪南消防局 柏羽藤井寺消防署 本部・藤井寺分署)
- 世界文化遺産古市古墳群
- 土師ノ里駅
- 羽曳野警察署
- 羽曳野市役所
- 富田林駅
- 南河内府民センター
- 富田林西口駅
- 富田林市役所
- 富田林警察署
- 大阪南消防組合 大阪南消防局 富田林消防署（旧富田林市消防本部）
- 富田林市民総合体育館
- すばるホール
- 川西駅
- 大阪大谷大学
- 錦織公園
- 汐ノ宮駅
- 南海千代田検車区
- 河内長野市役所
- 河内長野警察署
- 大阪府立花の文化園
- 金剛寺
- 国華園
- 和泉市立南部リージョンセンター（道の駅いずみ山愛の里を併設）
- 大阪河﨑リハビリテーション大学
- 水間観音・水間寺
- 南海くまとりニュータウン
- 熊取町役場

## ギャラリー

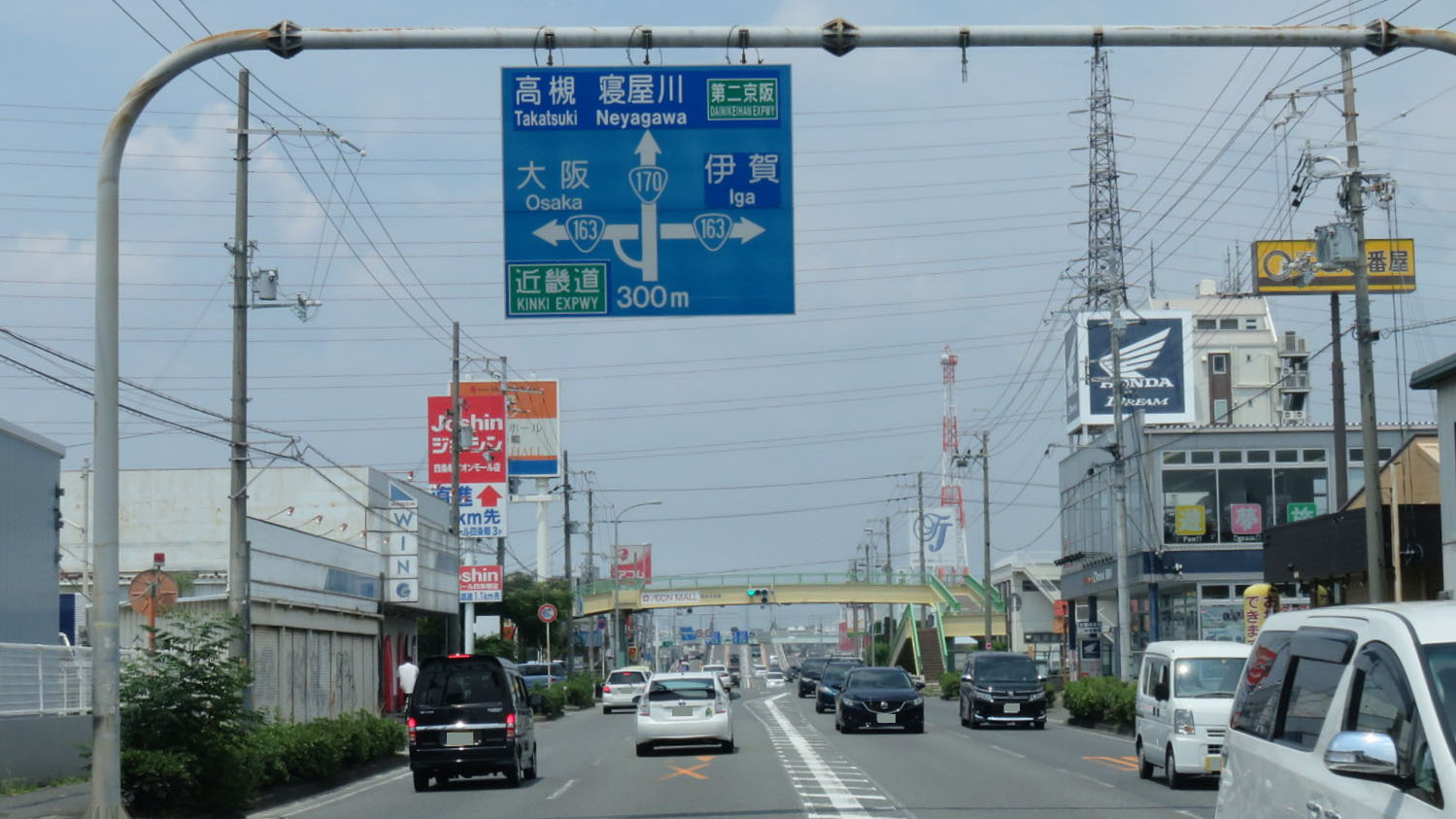
国道163号との交差 大阪府四條畷市雁屋西町
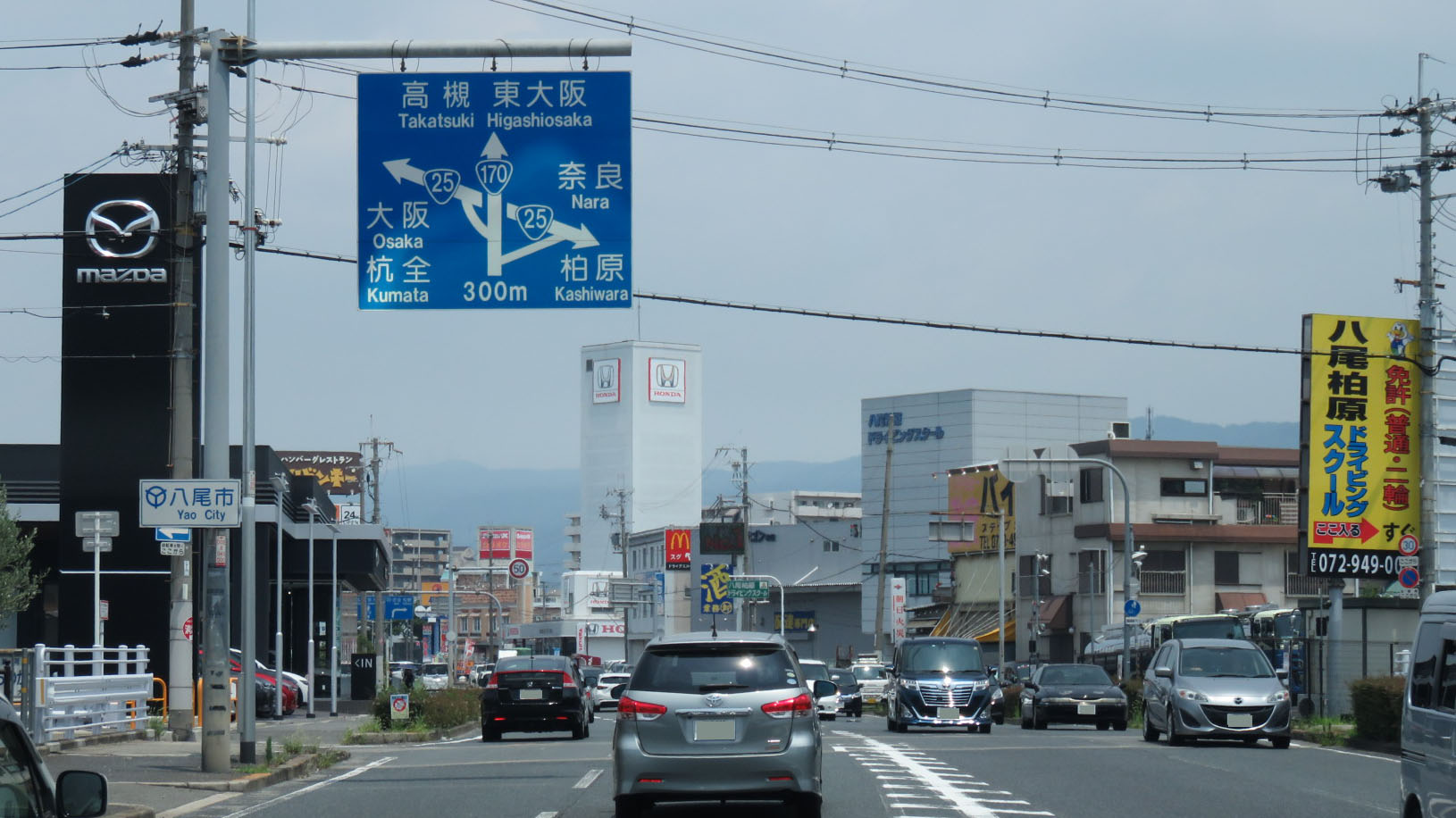
国道25号との交差 大阪府柏原市本郷
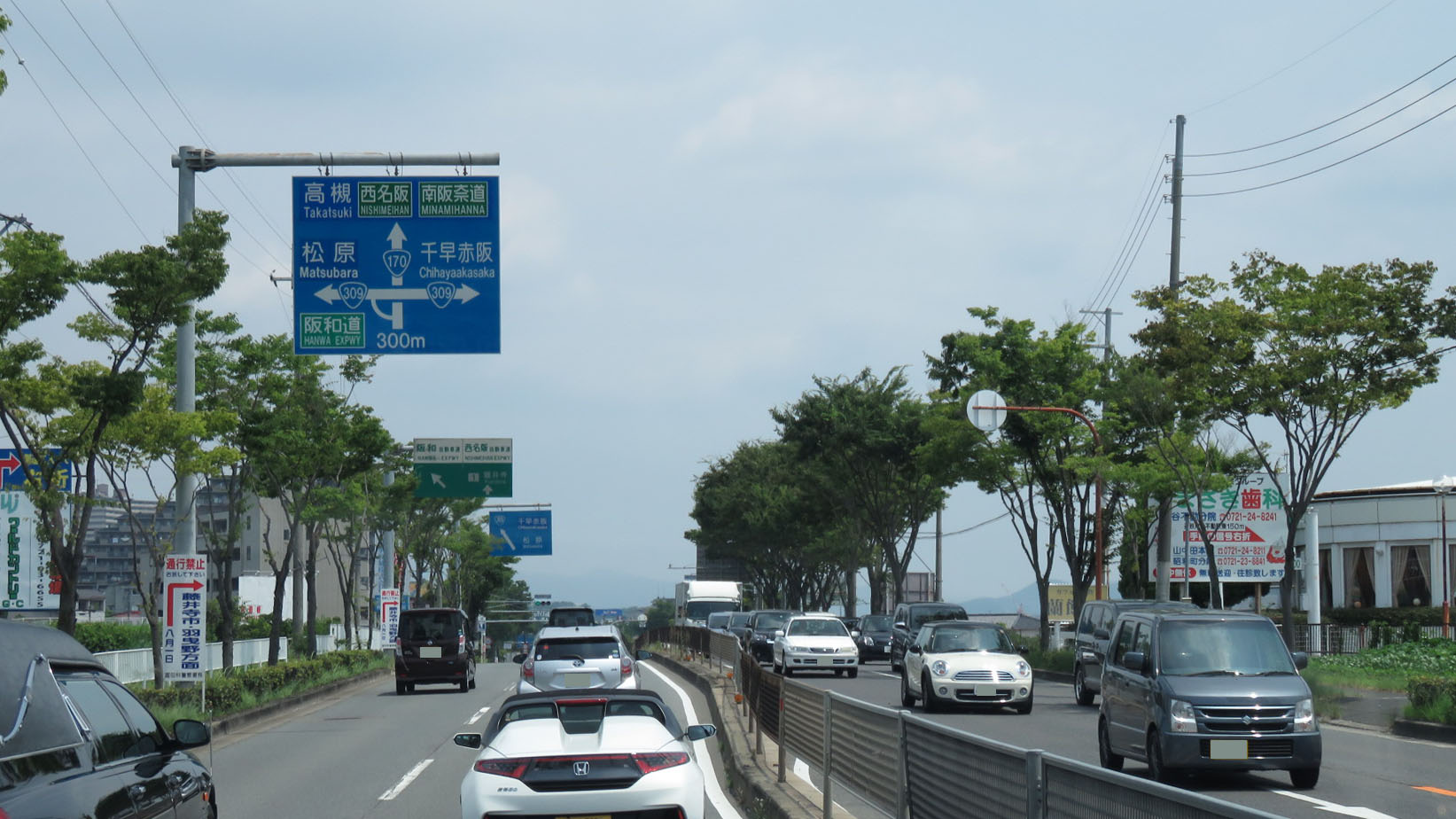
国道309号との交差 大阪府富田林市錦織
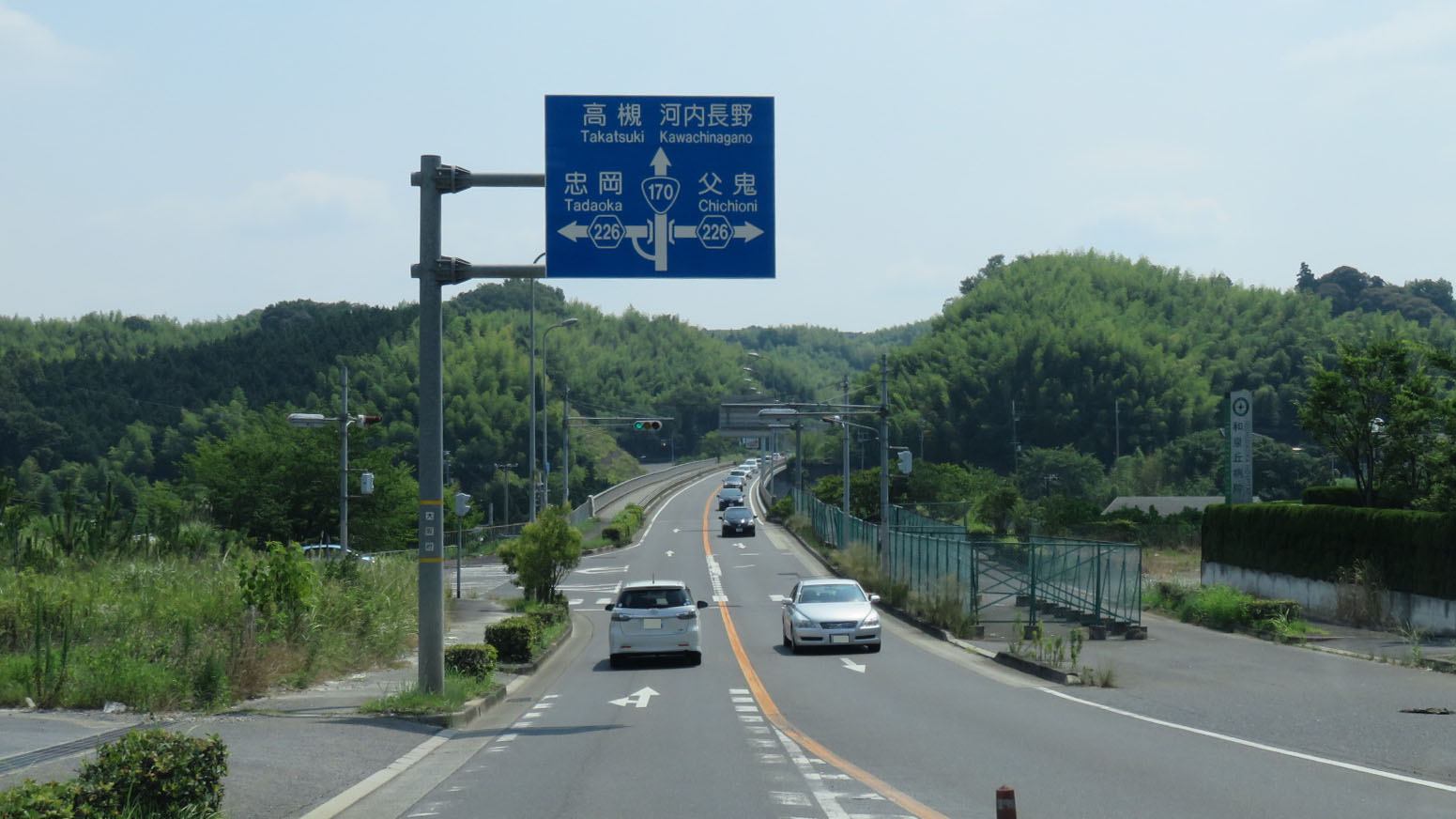
大阪府和泉市久井町